# 银河系漫游指南系列
《銀河便車指南》，是由英國作家道格拉斯·亞當斯所寫的一系列科幻小說。

## 歷史
《銀河便車指南》於1978年在英國國內電台BBC Radio 4以廣播劇的形式首次出現，接著在首次發表後幾年間以許多其他形式出現，如：
- 舞台劇。
- 1979~1992年間發表的五本系列小說[注释 1]。
- 1981年的電視劇、1984年發行的電腦遊戲。
- 由DC Comics於1993年至1996年間發行，根據前三本小說改編成的漫畫。
- 被認為是官方版、以毛巾為主題的系列小說[注释 2]。

2005年美國好萊塢斥資在英國拍攝電影《星際大奇航》（香港：《星际快闪党》），於2005年四月上映。2004年至2005年英國將最後三本小說以廣播的形式播出。幾乎所有小說、遊戲，甚至電影、舞台劇的草稿皆出自道格拉斯·亞當斯之手。
而基於它的英文名稱，銀河便車指南常被簡稱為HHG、HHGG、HHGTTG、HG2G或H2G2，有時也被簡稱為The Hitchhiker's Guide、Hitchhiker's或僅僅The Guide，當作這個主題各種發展的總稱。銀河便車指南到2005年為止已經被翻譯成30種語言，可以說是發行最廣的小說。
此外，BBC也以這個名稱架設了一個百科全書般的虛擬指南「H2G2」，號稱是地球版的銀河便車指南，由使用者撰寫。
儘管這幾種版本的架構大致相同，但因為亞當斯數次重新編寫，內容常出現矛盾。所有版本皆敘述走霉運的英國人亞瑟·丹特（Arthur Dent）和他來自參宿四旁某個小行星的外星朋友：指南特派研究員「福特·派法」（Ford Prefect）靠著搭外星民族「勃根人」（Vogons）的飛碟便車逃過地球毀滅。而後又讓福特的遠房表兄弟、兼職星際總督「柴法德·癟頭士」（Zaphod Beeblebrox）在太空中救起，帶到他偷來的飛船「Heart of Gold」上，見到了這部作品中剩下的主角：耍憂鬱又偏執的機器人「馬文」（Marvin the Paranoid Android）與除了亞瑟外僅存的最後一個人類「崔莉恩」（Trillian）。他們展開一場尋找傳說中的星球「Magrathea」與「Question to the Ultimate Answer」的旅行。

## 「指南」起源
最早的廣播劇系列來自一個编写《地球末日》的計畫，它由六齣各自獨立的故事組成，故事的結局是地球以不同的方式毀滅。當作者亞當斯在寫第一齣故事時，他發現星球上必須有一個外星人故事才能繼續發展，而那個外星人需要一個留在星球上的理由。亞當斯最後決定將這個外星人角色設定成一個流浪的作家，想要寫一本非常棒的書《銀河便車指南》。當第一齣故事播出後，這本「指南」反而變成故事的主線，他打算由此發展出一系列故事，而每個故事裡地球都遭受到毀滅的威脅。
亞當斯說這個標題來自於1971年的一件事。當時他還是個年輕小夥子，帶著一本《歐洲便車指南》以搭便車旅行的方式遊歷歐洲。有一回他喝醉了倒在因斯布鲁克的田間，他望著星空而旅遊指南就在他手邊，他突然想到可以寫一本在銀河中旅遊的指南。然而，後來他卻說由於他不斷地說這個故事，以至於把事件本身忘了，只記得他在講故事。但亞當斯的朋友們卻說，他是於1973年在希臘度假時向他們提起《銀河便車指南》之主意的。
亞當斯虛擬的「指南」是指電子化的銀河旅遊指南，由一間Ursa Minor Beta裡面最大的出版社：Megadodo Publications發行。以敘事體的方式，不時插入指南的說明。劇裡指南聲音的表現方式對之後的敘事體影響很大。而廣播劇的前兩系列和電視劇是彼得·瓊斯，廣播劇系列三至五是威廉·富蘭克林（William Franklyn），而電影版的指南則是由史蒂芬·弗莱配音。

## 最初的廣播連續劇
廣播劇第一系列中的六集於1978年在BBC Radio 4播出。儘管是低調的開始，它依然收到各界許多的評論和無數觀眾的迴響。當年年底播出一齣只有一集的故事「耶誕特別節目」，BBC在當時計畫將此節目安插於兩個人氣節目間。而在早先銀河便車指南裡有一部分故事情節和聖誕節有關，決定以「較低品味」的方式呈現，這齣廣播劇被編寫成系列一和系列二之間的橋樑。這齣故事後來和第二系列的廣播劇一起播出，之後，在第二階段發行錄音帶和CD。
單單在1978年，第一系列就被重播了兩次，接下來的幾年裡又不斷重播，因此促使將其錄製成黑膠唱片，由BBC電台獨立製作發售，之後更改編為一系列小說。第二系列的廣播劇含有五齣的故事。截止於1980年，已經發表了12齣故事。
廣播系列（以及黑膠唱片和電視劇）的亮眼成績主要歸功於飾演書的廣播喜劇演員－彼得·瓊斯（Peter Jones）。他洪亮的聲音、沉穩的語調無疑為整齣劇加分不少，並且牢固地建立了整齣故事的進程。
這系列廣播引人注意的還有一點——「對於聲音的利用」。它最早在喜劇系列中使用立體聲。亞當斯說他希望廣播作品能達到現代搖滾唱片集的水準，所以製作成本大多花在音效設備上，主要的工作是由Paddy Kingsland（第一集以及第二系列全部）、Dick Mills和Harry Parker（第一系列的其他集2-6集）。接下來的三個系列是廣播第一次使用5.1 環繞音的作品，這也證實了銀河便車指南系列作品在1978到1980年代是影響整個廣播技術發展的重要關鍵。在2006年發行的DVD（系列三到系列五）亦採用此技術。
在廣播劇、電視劇、黑膠唱片以及電影中使用的基調都是"Journey of the Sorcerer"，由Bernie Leadon擔任樂器演奏，收錄在老鷹樂團的One of These Nights專輯中。只有改編後的廣播劇系列使用最初錄製的版本；黑膠唱片和電視劇使用Tim Souster的版本，2005年的電影和後面三系列廣播劇所發行的CD則分別採用Joby Talbot和Philip Pope的編曲。亞當斯選擇了這首歌曲因為它音樂的本質帶有一種未來性，同時也因為曲中使用了五弦琴。亞當斯認為五弦琴會給人一種「在路上搭便車旅行」的感覺。
1988年，那12集故事以CD和錄音帶的形式發行，而成為BBC廣播合輯（BBC Radio Collection）發行的首張CD。在1992年時又重新發行一次，亞當斯建議可將第1到第6集合稱「第一部」而將6到7集則稱作「第二部」，取代之前對於第一系列和第二系列的稱呼。差不多在這個時間點，於第三部（Tertiary Phase）的籌備上亞當斯正和Dirk Maggs洽談，其改編自《生命，宇宙與一切》(Life, the Universe and Everything)，但這在在未來十年裡並不打算重新錄製。

### 主要角色
- Simon Jones飾演 亞瑟·鄧特（Arthur Dent）
- Geoffrey McGivern飾演 福特·派法（Ford Prefect）
- Susan Sheridan飾演 崔莉恩（Trillian）
- Mark Wing-Davey飾演 柴法德·畢博布羅克斯（Zaphod Beeblebrox）
- Stephen Moore飾演 偏執狂機器人馬文（Marvin the Paranoid Android）
- Richard Vernon飾演 斯拉提巴法斯特（Slartibartfast）
- Peter Jones飾演 銀河系漫遊指南 (虛構)

## 小說内容简介
這個小說系列被稱為“分成五本的三部曲”（a trilogy in five parts），在第三本發行的時候聲稱是三部曲，第四本發行的時候又自稱是“分成四本的三部曲”。美國版發行時封面上印了“所謂銀河便車指南三部曲中的第五本書”，之後重新發行的幾本小說也分別印有所謂「銀河便車指南三部曲中的第一、二、三、四本書」。
電視版與廣播劇的劇情雖然事件發生時間略有修改，大致上與小說一二集內容類似；廣播劇第五和六集被John Lloyd大幅改寫，題材卻沒被引用到其他故事版本裡，在這暫且不提。很多人認為小說版本因為取得容易、發行廣泛，其在內容上較為正確，但卻不是亞當斯寫的最終版本。
這個系列一直不知何時會有完結篇，直到2001年亞當斯心臟病發去世，享年四十九歲，方才正式告終。亞當斯去世前曾說他正在寫一本名為《懷疑的鮭魚》（The Salmon of Doubt），很有可能成為銀河便車指南三部曲的第六本書。他認為三部曲的第五本書《基本無害》（Mostly Harmless）有點單調，希望能讓銀河便車指南三部曲有個更歡樂的結局。此外，若要寫第六本書，他應該會把所有角色放在同一個地方當作開頭。

### 《銀河便車指南》（）
福特·派法特(Ford Prefect)是一位宇宙漫游员，来自参宿，受雇于银河系漫游指南，负责从银河系四处搜集资料，编辑银河系漫游指南，但他已经被困于地球15年，直到一天，渥罡人受命负责摧毁地球，用作兴建一条超空间快速通道，他借机搭上便车，同时救走了他的地球朋友亚瑟·丹特（Arthur Dent）。

渥罡人发现了两人搭上便车，而渥罡人的长官决定将两人从太空船抛出气闸外，一般人在真空的环境下，只能存活三十秒，同时在三十秒被另一艘太空船救起的机会更是数亿万分之一的机会。不过，银河总统柴法德·瘪头士刚巧偷走了以非概率技术驱动的太空船-黄金之心，并驶经两人被抛出气闸的空间，又救起了两人。

四人驾着黄金之心朝传说的星球马格西亚出发，传说中，马格西亚是一个替富人兴建人造星球的星球，不过宇宙经济过度膨胀，引发全宇宙的经济破产，马格拉斯的生意亦因此一落千丈，从此成为传说。

亚瑟·丹特在马格西亚上被告知，地球其实只是一个实验。原来许多百万年前，老鼠其实是一种超智慧生物，它们建造了一部超级电脑深思，它们问超级电脑，生命、宇宙以及任何事情的终极答案是什么，经过一段长时间的计算，深思告诉老鼠的后人答案是42，深思解释它只能计算出答案是什么，但答案的原因必须由另一部更高智能的电脑才能解释，而该部电脑就是地球。

在计算出答案前的5分钟，地球却被渥罡人毁灭，地球的全部资料销毁，老鼠认为仅有的资料寄存在最后离开地球的亚瑟·丹特的脑中，于是决定向亚瑟·丹特开刀做手术。

### 《宇宙盡頭的餐廳》（The Restaurant at the End of the Universe）
在“盡頭的餐廳”中，柴法德離開大家，並發現自己參與了某個嘗試找出宇宙幕後黑手的團體。他遇到同樣參與這個陰謀且同時是指南作者之一的Zarniwoop，得到這神秘人物的行蹤。於是他找回了老朋友們，航向一家叫做“Milliways”的餐廳，發現宇宙讓一位與他的貓住在遙遠星球上小木屋裡的單純男子安全操控著。
在柴法德與崔莉恩找到宇宙控制者的同時，福特跟亞瑟掉進過去，上了一艘載滿Golgafrinchan文明的太空船，墜毀在史前地球上。孤立無援的他們發現笨拙的Golgafrinchan人其實是現代人類的祖先，取代了原本土生土長的地球人，終止了地球原本的運算；這也是為什麼當福特與亞瑟嘗試從亞瑟自己的潛意識中提取出地球毀滅前的運算結果，得到的卻是＂6乘9等於多少？＂亞瑟接著說：＂我早就知道宇宙基本架構有問題！＂
這本書的後半段是由廣播劇的第五集到第十二集改編而成，但情節編排被大幅修改，例如福特與亞瑟被救出地球的橋段刪除了，而Brontital事件也沒被提到，而與John Lloyd合寫的Haggunenon系列也換成Disaster Area stuntship。

### 《生命、宇宙與一切》()
1982年出版的“生命、宇宙與一切”中，福特與亞瑟利用太空時間連續性穿過史前地球到達「Lord's Cricket Ground」，再度遇到史拉德檜。史拉德檜表示自願提供協助以避免銀河戰爭。很久以前，Krikkit人發起大屠殺，想殺光宇宙間所有生命，後來被抓到，關在他們的母星，最近傳說他們準備好要越獄了。在馬文、柴法德與崔莉恩的幫助下，他們阻止了Krikkit人，又分道揚鑣。
這是小說系列中第一本不是從廣播劇而來的書。它的小說情節架構在Adams對於Doctor Who電影討論的基礎上，其中史拉德檜、崔莉恩、亞瑟正是「Doctor」這角色的總合。2004年這本書被改編成廣播劇的第三季。

### 《掰掰，謝謝你們的魚啦》(So Long, and Thanks for All the Fish)
第四集「掰掰，謝謝你們的魚啦」，亞瑟意外的回到他以為被毀的地球，與一位叫做Fenchurch的女孩陷入熱戀，並發現新的地球是由海豚的「拯救人類」活動所提供。接著與聲稱剛剛拯救了宇宙的福特再度碰面，搭最後一次便車，見到「上帝給他的創造物的最後一封信」。
小說系列中，本集是並非從之前的故事或劇本中改編的，2005年被改編成廣播劇的第四季。

### 《基本無害》（）
在「基本無害」中，Vogons為了永遠消滅地球，以「Infinidim Enterprises」之名控制了銀河便車指南。亞瑟在突然失去Fenchurch後沮喪的在星際中漫遊，墜毀在「Lamuella」星球上，最後留在那裡當「官方三明治師傅」，為小鎮上單純又愛好和平的人們作三明治。同時，福特·派法闖入指南辦公室，從電腦中拿到無限額度帳號，遇到銀河便車指南──「Mark II」。Mark II是個人工智慧、多領域指南，有極大電池容量，與不為人知的用途。在他拒絕這個電腦的幫助後（但還是得到了），他把指南寄給亞瑟保管。
崔莉恩利用亞瑟為了籌措旅遊經費捐出的DNA懷了一個女兒。因為他必須支援某場戰爭，而把女兒Random Frequent Flyer Dent丟給亞瑟。Random身為叛逆期的青少年，給亞瑟帶來許多麻煩，偷了指南Mark II，溜到地球。亞瑟、福特、崔莉恩、Tricia McMillan跟蹤Random到一個擁擠的夜總會裡，遇到想殺自己父親的另一個Random，卻誤殺了一個倒楣男子Agrajag。接著，指南Mark II將所有可能的地球從可能性中刪除，所有主角（除了Zaphod外），因為剛好在地球上，全數身亡，讓Vogons很滿意。
2005年本書被改編成廣播劇的第五季，於2005年6月21日首播。

### 《還有一件事……》（And Another Thing...）
鑑於第五集結局被批評過度黑暗，加上亞當斯希望在有生之年為這個系列寫上大團圓結局，所以其遺孀就授權給艾歐因·科弗（Eoin Colfer）創作，於2009年10月12日出版。

### 其他小說
道格拉斯·亞當斯與Geoffrey Perkins合力寫出銀河漫遊指南初版廣播劇本，1985年在英國與美國首度發行，1995年發行十週年紀念版，2003年發行十五週年紀念版。
另作有一部短篇小說《小柴法德謹慎行事》（Young Zaphod Plays it Safe），初次刊登於「徹徹底底歡天喜地輕鬆快樂聖誕書」（The Utterly Utterly Merry Comic Relief Christmas Book）中，此書收錄許多短篇小說與照片，所得營收皆歸英國Comic Relief慈善事業。後來發現這故事跟指南三部曲與《懷疑的鮭魚》故數關聯性不大。此外，這本書有兩個版本，其中之一在政治方面較不隱晦。
Terry Jones借用道格拉斯·亞當斯設計的電腦遊戲「Douglas Admas的星艦鐵達尼號」（Douglas Adams's Starship Titanic）寫了本小說，其中劇情與《生命，宇宙與一切》相呼應。
「無限延長的喔巴戈」（Wowbagger the Infinitely Prolonged）這位「生命，宇宙與一切」中的角色也出現在亞當斯撰的《懷疑的鮭魚》中的另外一則短篇小說「成吉思汗的私生活」（The Private Life of Genghis Khan）裡面。
若想瞭解銀河便車指南中的哲學或是亞當斯對科技的影響，請見《宇宙盡頭的文選》（The Anthology at the End of the Universe），由Glenn Yeffeth編輯，2005年發行。
2005年Michael Hanlon出版了《銀河便車指南中的科學》（The Science of The Hitchhiker's Guide to the Galaxy）一書，內容談到了太空觀光、平行宇宙、即時翻譯設備與有感情的電腦。
將最後三本小說改寫成廣播劇的作者Dirk Maggs在2005年將劇本發行，裡面有Maggs對於每一集的註解。這本書書名為《銀河便車指南第三、四、五季廣播劇劇本》 (The Hitchhiker's Guide to the Galaxy Radio Scripts: The Tertiary, Quandary and Quintessential Phase)，亞當斯被列為第一作者，由Simon Jones寫序，Bruce Hyman與Dirk Maggs寫引言，其他廣播劇成員也寫了些介紹性註解。

## 電視影集
由於廣播連續劇引起聽眾熱烈地迴響，促使一共六集的電視影集推出，由Alan Bell製片兼導演，1981年1月到2月在英國廣播公司第二台第一次播出。電視影集請來了廣播中大部分的演員，角色和一到六集相同。根據Alan Bell和Mark Wing-Davey，第二系列影集的故事主線主要是根據亞當斯放棄的「Doctor Who and the Krikkitmen」計畫（並非只是將廣播系列搬到螢幕上）。然而，亞當斯卻和BBC發生了爭執原因很多，第二系列始終沒有拍成。Doctor Who and the Krikketmen計畫最後寫成了第三部小說——《生命，宇宙與一切》。
影集裡的主要卡司都和廣播系列裡相同，除了David Dixon代替McGivern飾演福特·派法，以及Sandra Dickinson代替Sheridan演出崔莉恩一角。

## 廣播劇系列三到五
2004年6月21日，英國BBC電台發表了一份新聞稿，預告2004年9月的時候BBC Radio 4將會播出一個新系列的廣播作品 (第三系列)。秋季上檔的這系列新的廣播劇改編自第三部小說，Above the Title Productions授權錄製。廣播單元其實在2003年年底就錄製好了，卻延遲到與華特迪士尼公司在網際網路重播上達到共識後才正式播出，同時迪士尼已經開始了電影的前製。接著又推出第四、第五部小說改編的廣播劇，在2004年9月到10月和2005年5月到6月播出。在每一系列最後一集播出時同時發行CD。
第三系列的廣播劇十分忠於原著小說。而之後兩個系列的改編就有了些變化———《基本無害》裡的一些劇情為《再見，謝謝那些魚》留下伏筆。《基本無害》原本的結局灰澀，但Dirk Maggs在廣播劇裡為它寫了一個含有希望的結局。
主要腳色沒有變動，除了威廉·富蘭克林在彼得約翰過世後代替其飾演「書」，Richard Griffiths在Richard Vernon過世後飾演星球海岸線設計師史拉德檜。Sandra Dickinson 飾演Tricia McMillan——一個出生於英國，美國口音的平行宇宙崔莉恩。Jane Horrocks飾演Fenchurch，而Samantha Beart飾演Random。

## 電影
為了開始製作而歷經數年的挫折與努力，在第一本書發行四分之一世紀之後，改編成大螢幕的《星际大奇航》終於完成。前製作始於 2003年，製片始於2004年4月19日，後製作始於 2004 年 9 月上旬。2005年4月20日於倫敦首映之後，分別於4月28在英國及澳洲，4月29日在美國及加拿大，7月29日在南非上映，由馬丁·費里曼（Martin Freeman）飾演亞瑟，摩斯·戴夫（Mos Def）飾演福特，山姆·洛克威（Sam Rockwell）飾演星際大總統柴法德·癟頭士（President of the Galaxy Zaphod Beeblebrox），柔伊·黛絲錢妮（Zooey Deschanel）飾崔莉恩，艾倫·瑞克曼（Alan Rickman）為偏執症機器人馬文配音，另由沃衞克·戴維斯（Warwick Davis）演出馬文，以及史蒂芬·弗莱（Stephen Fry）飾演指南（旁白）。

## 其他改編
本系列改編作品也有舞台劇、三張黑膠唱片（且有些許矛盾）濃縮了前六小篇廣播劇、純文字冒險電腦遊戲，還有三系列漫畫（周邊商品是一整套含有漫畫作品的卡片收集冊）

### 舞台劇
《銀河便車指南》的改編舞台劇由職業及業餘人士組成。1970 年及 1980 年就有三個早期的職業演出。
第一齣劇在1979 年5月1日～9日於英國倫敦當代藝術中心（Institute of Contemporary Arts; ICA）上演，由克里斯·蘭傑（Chris Langham）飾演亞瑟·丹特，此劇的腳本摘自第一系列，並由肯·坎貝爾（Ken Cmapbell）執導，他想要在第二廣播劇系列的最後一篇飾演某一角色。整齣劇有90分鐘之長，但每晚只限定80名觀眾。演員在各式各樣的舞台及背景中演出，而觀眾坐在漂浮車裡，距離地面有兩千分之一英吋高。這是首次要用到兩位演員穿著寬大戲服飾演柴法德。旁白「書」則拆解成兩位女服務員，改編劇儼然就是另一版的H2G2。其中一位女服務員辛蒂·奧絲溫（Cindy Oswin）持續地為改編黑膠唱片的崔莉恩配音。
第二齣劇在1980年1月15日到2月23日於威爾斯上演。由Clwyd Theatr Cymru演出、強那生·派瑟橋（Jonathan Petherbridge）執導。此劇團演出了完整的廣播劇篇數，有時一晚演兩篇，有時一次在三個小時的演出時間裡，演完第一系列的全六小篇。此改編劇在1981年12月 於牛津劇場（Oxford Playhouse）又再次上演，卻在1983年7月被貝爾格勒劇院（Belgrade Theatre）拒絕於外。
第三齣，也是最不成功的舞台劇，在1980年7月於倫敦彩虹劇院（Rainbow Theatre）演出。是由肯·坎貝爾第二次執導演出。彩虹劇院繼承了1970年代的石頭劇場舞台，而書中註腳也提及於此，再者，整個演出皆伴隨著音樂，因此某些劇評將它歸類為「音樂劇」。這是第一齣改編自亞當斯續寫的「日之盤」（Dish of Day）。整個演出有3個小時之長、音樂、雷射效果、及演技等，皆被嚴厲地批評。儘管刻意縮減劇本作了其他修改，還是被迫關閉三或四週（各說法不同），損失慘重。儘管意見慘烈，它至少有兩位傑出演員：麥克·考（Michael Cule）及大衛·萊姆（David Leamer）之後持續在電視改編劇裡演出。
儘管未來舞台演出權與製片權緊緊相扣，不過至少到2004年為止，都有各種業餘版本在世界各地演出。

### 黑膠專輯
前四篇廣播劇集結成一張雙黑膠唱片，同樣名為《銀河便車指南》，剛開始只有郵購，後來才進入商店販售。此雙黑膠唱片及它的系列原原本本地由英國的Original Records公司，於1979年及1980年各自以目錄編號「ORA042」和「ORA054」發行。它們也在1980年代，由美國的Simon & Schuster's Audioworks、加拿大的Hannibal Records發行。
雖然之後因為時間的關係做了些修剪，第一片雙黑膠的腳本還是相當地符合前四篇廣播劇。除了之前替華特迪士尼黑神鍋傳奇（The Black Cauldrn）的艾洛妮公主（Princess Eilonwy）配音的蘇珊·雪萊登（Susan Sheridan）之外，大部分都用了原班人馬。辛蒂·奧絲溫（Cindy Oswin）在三張黑膠唱片裡都替崔莉恩配音。其他卡司在第一片雙黑膠唱片裡皆有所改變，包括史蒂芬·摩爾（Stephen Moore）接手了額外的酒保角色，范倫提·戴奧（Valentine Dyall）配音「深思」，另外可在馬格瑞瑟公共住址廣播員中聽到亞當斯的聲音。
續集黑膠唱片只有英國用《銀河便車指南第二部：宇宙盡頭的餐廳》發行，美國只用了《宇宙盡頭的餐廳》。腳本幾乎參照第五篇及第六篇，包含駐店樂團的歌 (Reg Nullify and his Cataclysmic Combo)，並把Haggunenon改成「悲慘地帶」（Disaster Area）。當廣播系列的原創腳本終於發行之後，某些對話句子被說是從裡面剪來的，也在黑膠版本裡覆存。
因為誤會的關係，第二片在道格拉斯·亞當斯及喬弗萊·普金斯（Geoffrey Perkins）本來要做的完全剪輯版「終極版」之前就發行了。普金斯說：「兩邊都差太多了，它只是個粗糙的剪接。我覺得它是鬆散的，我想把它加速。」
第一片雙黑膠唱片的銷售管道主要是經由郵購。總銷售量達到60,000筆，一半是郵購，另一半是外部零售。儘管事實是由Original Records批發訂購，有時候還超出供給它們真正賣出的量，而Paul Neil Milne Johnstone抱怨他的名字但稱呼卻馬上流通皆被包含在唱片裡。這些都在後來的雙黑膠唱片中被修正成「大師剪輯版及重新整合錯誤秩序」。第二片黑膠唱片發行（part2）只在英國總銷售額也是60,000筆。之後由亞當斯及他的經理人艾德·維克多（Ed Victor）從破產的Original Records手中獲得完整版權後，協商Hannibal Records及Simon ＆ Schuster於美國及加拿大的出版協議。

### 互動小說與電視遊戲
於1984年緊隨於電視影集之後的是暢銷「互動小說」，是由Infocom發行以文字為基礎的冒險遊戲。這款遊戲是由亞當斯和Infocom老顧客史帝分·馬瑞察克（Steve Meretzky）所設計，也成為Infocom最成功的遊戲之一。和許多Infocom的遊戲一樣，盒子中包含了許多「複製品」，包括「別慌」徽章、一些口袋絨毛、危機感應太陽眼鏡、地球摧毀命令、及摧毀亞瑟·丹特房子的命令（由亞當斯及馬瑞察克簽署）。
2004年九月BBC在廣播4網站上還原了便車部門，內部播送第三段，而現在仍可在網上看到。1984年《便車指南》電腦遊戲最新線上版本，史帝分·馬瑞察克及道格拉斯·亞當斯所作。此最新版本用了Infocom，由Sean Sollé所寫，有風俗說明的原創資料檔，及Shimon Young所寫的Flash程式，這兩個人都曾在數位鄉村（The Digital Village）裡工作。新版本包括Rod Lord所繪插圖、他在1980年曾是Pearce Animation Studios老闆，該公司製造了電視影集的指南形象。2005年3月2日它贏得了互動英國電影與電視藝術學會（Interactive British Academy of Film and Television Arts）「最佳線上娛樂」類別。
Infocom沒有繼續做原創遊戲續集。全新全圖版遊戲，由PAN互動公司設計研發，計畫在1998及2002年發展成為段落影音3，但也沒有具體化。M. J. Simpson已公佈全圖遊戲資訊在它的《便車指南》網站電影版及其他資訊關於未完成的便車指南第二部改編電腦遊戲。
2005年4月Starwave Mobile發表兩款手機遊戲，與改編電影同時發行。第一款遊戲，由Atatio研發，又稱作「銀河便車指南：勃根行星毀滅者」（The Hitchhiker's Guide to the Galaxy: Vogon Planet Destructor）它是典型的上下射擊遊戲，只在名稱上做些變動以符合原作。第二款遊戲，由TKO Software研發，是個圖型式冒險遊戲，稱作「銀河便車指南：冒險遊戲」（The Hitchhiker's Guide to the Galaxy: Adventure Game）儘管它的益智遊戲名字是新的，與Infocom的有所區別，遊戲包含角色與地點，相當符合電影腳本。「冒險遊戲」在2005年5月贏得IGN「編輯選擇獎」（Editors' Choice Award）。

### 漫畫
1993年DC漫畫與拜倫普萊斯視覺媒體（Byron Preiss Visual Media）同時發行，從小說《銀河便車指南》改編而成的三部漫畫。並在1994年續發《宇宙盡頭的餐廳》、1996年續發《生命、宇宙及萬事萬物》各三部。也有一系列的漫畫作品卡片收集冊，及兼有從1993年起三本獨立漫畫的圖文版小說（收藏版），發行於1997年5月。

## "Hitch-Hikeriana"（周邊商品）
1980年代早期製作了許多綽號為「Hitch-Hikeriana」的行銷規劃及周邊商品，包含印有指南字樣的海灘巾。其他官方商品包括「癟頭熊」、各式各樣的胸針、Infocom印製的T恤、以及一些新奇玩意。史蒂芬·摩爾（Stephen Moore）依偏執症機器人馬文形像所做的兩個錄音：「馬文/金屬人」及「悲慘的理由/馬文，我愛你」。最新歌曲在Dr. Demento的作品裡出現。另外還有許多再製單品「魔術師的旅程」（Journey of the Sorcerer），A側有Reg Nullify所做「Reg Nullify In Concert」，及Disaster Area所做「再次只有世界的盡頭（Only the End of the World Again）」。這些唱片成為許多收藏者的珍藏。
2005年電影也變得值得收藏，遍及國家娛樂收集聯盟（National Entertainment Collectibles Association）。包含三個在勃根船及母國看到的推進器複製品（馬克杯、筆、及釘書機），整組的「活動人偶」（action figures），身高3或6英吋、槍，來自偏執症機器人馬文用來射泡沫標槍所用的推進器，水晶方塊的玻璃彈藥，有著亮綠色眼睛的10英吋高馬文，及「布娃娃」版的亞瑟·丹特、福特·派法特、崔莉恩、馬文和柴法德·癟頭士。還有，伴隨電影發行的各種原聲帶，特別是再製錄音帶「馬文」及「悲慘的理由」，由史蒂芬·弗莱（Stephen Fry）演唱，伴隨一些依弗萊形像新寫的實體讀物「指南入口」（Guide Entries）。

## 原始毛巾笑話
故事的完整版本初見於《銀河便車指南：原版廣播劇本》，並且覆刊於The Salmon of Doubt，不過短版的故事如下：亞當斯去了希臘度假，但每當他決定帶著他的隨從去海邊的時候，他的毛巾總是不見了，而且得在好幾個小時的尋找後才會出現。假期結束之後，他決議說任何讓他的生活真正井井有條的人，都會「知道他的毛巾在哪」，他不知道這個毛巾笑話，緊隨第一本小說，首次出現於第七個廣播劇，出色地成為流行。在瞭解到這麼多人喜歡並且懂得這個笑話之後，他假設，他並不是唯一一個有這種經驗的人。在他死後，「毛巾日」（Towel Day）在5月25日發起，作為對他的敬意。

## 文化參考
小說系列的出處可以參照網頁，包括電視、廣播劇、歌曲、及電腦遊戲。例子包括借用亞當斯的角色名，或數字42的典故，或是其他標語，甚至再用「…便車指南」做為其他小說或文章的標題在亞當斯曾經附屬的Doctor Who英國著名科幻系列中，也常出現在其系列及篇章中。線上寶貝魚（Babel Fish）翻譯服務，也是為了向亞當斯在《便車》系列所創造的幻想生物致敬而命名的。

## 國際現象
許多英國以外的科幻迷及廣播聽眾第一次接觸到《銀河便車指南》有兩種方式：一是原創廣播劇的短波廣播，或是在英國英格蘭布萊頓舉行的1979年「世界年度科幻聚會」（Worldcon），道格拉斯·亞當斯以「榮譽來賓」出席時。雨果獎略過了超人而提名了廣播劇。在1980年9月於英國蘇格蘭格拉斯哥特地為了H2G2，便車指南辦了一個聚會，同年成立了官方書迷俱樂部「ZZ9 Plural Z Alpha」。1980年代早期，美國、加拿大、德國、瑞典、及芬蘭皆可買到H2G2譯本，小說已經被翻譯過30多種語言。

## 資料來源
1. 1 2  Simpson, M. J.  Second. Pocket Essentials. 2005: 33. ISBN 978-1-904048-46-6..
2. ↑  Simpson, M. J.（2003年）·Hitchhiker: A Biography of Douglas Adams，First U.S. Edition，Justin Charles & Co.，Page 340·ISBN 978-1-932112-17-7·
3. ↑  Adams, Douglas. Geoffrey Perkins; additional Material by M. J. Simpson.;  et al , 编.  25th Anniversary. Pan Books. 2003: 147. ISBN 978-0-330-41957-4..
4. ↑  Ibid. Page 32.
5. ↑  Adams, Douglas. Dirk Maggs, dramatisations and editor. , 编. . Pan Books. 2005. xiv. ISBN 0-330-43510-8.
6. ↑  Adams, Douglas. Peter Guzzardi;  et al , 编.  First UK. Macmillan. 2002: 198. ISBN 978-0-333-76657-6..
7. ↑  Webb, Nick.  First US hardcover. Ballantine Books. 2005: 324. ISBN 978-0-345-47650-0..
8. ↑  .   [2006-03-05]. （原始内容存档于2013-04-20）.
9. ↑  .   [2006-04-19]. （原始内容存档于2006-04-19）.
10. ↑  "Vogon Planet Destructor"的網頁.   [2005-06-08]. （原始内容存档于2005-05-01）.
11. ↑  有關The Hitchhiker's Guide to the Galaxy: Adventure Game的網頁.   [2005-06-08]. （原始内容存档于2005-05-01）. 於ign.com.